# Grande Oleodotto del Nilo

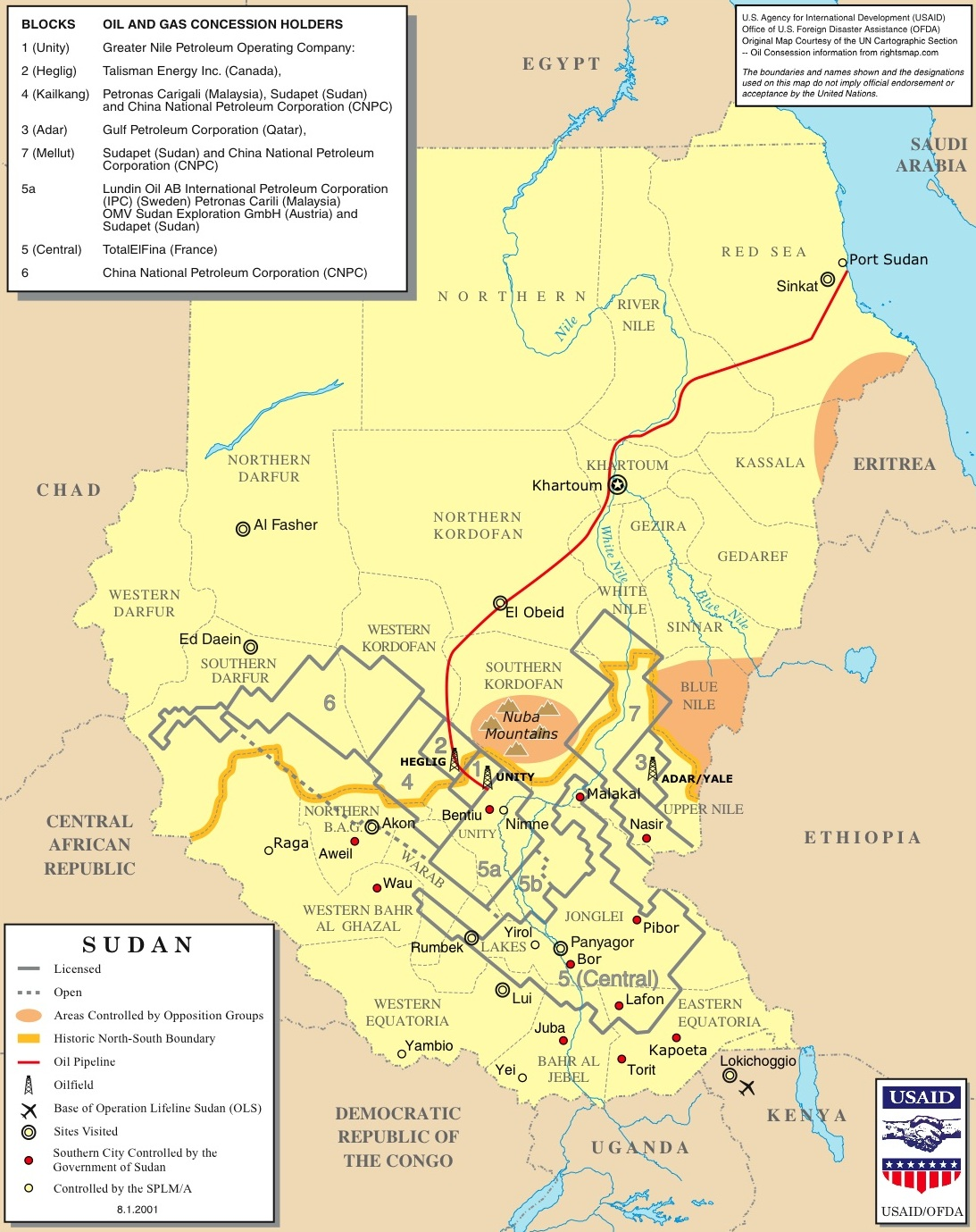
Il percorso del Grande Oleodotto del Nilo è mostrato da questa mappa USAID 2001

Il Grande Oleodotto del Nilo è un importante oleodotto per l'esportazione del petrolio fuori dai confini del Sudan. Si estende per una lunghezza complessiva di 1.600 km dei quali 1.8 km sono sotto la superficie del mare.
È stato costruito a partire dal 1999 dalla Greater Nile Petroleum Operating Company (GNPOC).
L'oleodotto è gestito dalla China National Petroleum Corporation (CNPC) la quale possiede anche il 40% delle azioni in borsa della ditta (GNPOC).
All'inizio l'oleodotto cominciava a Heglig, nel Kordofan meridionale. A partire dal 1999 l'oleodotto è stato esteso e adesso ha inizio invece nello stato dell'Unità per proseguire alla raffineria di Port Sudan sul Mar Rosso attraverso le Montagne di Nuba e Khartum